# Abbaye de Still River
L'abbaye Saint-Benoît de Still River est une abbaye bénédictine située aux États-Unis dans le comté de Worcester (Massachusetts). Elle appartient à la congrégation helvéto-américaine au sein de la confédération bénédictine et comprend dix-huit moines.

## Histoire
L'histoire de cette communauté de l'Ordre de Saint-Benoît commence en 1941, lorsque Catherine Goddard Clarke, Avery Dulles, étudiant en droit à Harvard récemment converti au catholicisme, et un enseignant, Christopher Huntington fondent un centre culturel pour étudiants dans une ancienne boutique à côté de l'église Saint-Paul de Cambridge. Le Père Leonard Feeney, jésuite, en devient quelques mois plus tard le chapelain, avec la permission de l'archevêque de Boston, Mgr Richard Cushing. Il se consacre au centre à partir de décembre 1944. Les étudiants, qui ne sont pas forcément catholiques, viennent s'y former.
Le centre continue à attirer des étudiants, parmi lesquels le futur abbé Gabriel de Still River, surtout dans les années immédiates de l'après-guerre. Cependant le corps professoral, selon l'atmosphère de l'époque et surtout la tradition piétiste de Harvard encore vive, se méfie de cette fondation catholique. Pendant cette période de la Guerre froide et de l'« Église du Silence » derrière le rideau de fer, le centre exprime l'idée que « la vérité catholique n'est pas une histoire triste, à propos de laquelle nous devrions nous excuser. »
Très hostile à l'enseignement du cardinal Newman (1801-1890) et de Ronald Knox (1888-1957), le chapelain du centre, le P. Feeney, émet à leur égard des critiques d'une grande virulence, ce qui choque par exemple l'écrivain catholique Evelyn Waugh. Celui-ci apprend d'ailleurs que Feeney est en délicatesse avec sa hiérarchie.
Finalement le Père Feenney est démis de ses fonctions en 1953 pour son interprétation radicale de « Hors de l'Église, point de salut » et se voit excommunié. Il se réconcilie avec l'Église près de vingt ans plus tard, en 1972.
Le centre doit fermer à la suite de l'excommunication de Leonard Feeney, mais ses activités continuent dans d'autres locaux, avec la congrégation, aujourd'hui considérée comme en marge de l'Église, les Serviteurs et Servantes du Cœur Immaculé de Marie.
En 1975 une "Pieuse Union" est fondée, pleinement réconciliée avec le diocèse, quelques années après la mort du P. Feeney. Elle intègre la congrégation helvéto-américaine en 1981, La messe est dite habituellement en latin et en anglais et une messe est célébrée le dimanche à 9h30 selon la forme tridentine.